# Штраубінг-Боген
Штраубінг-Боген (нім. Straubing-Bogen) — район у Німеччині, у складі округу Нижня Баварія федеральної землі Баварія. Центр — місто Штраубінг, яке адміністративно до складу району не входить.

## Населення
Населення району становить 101 745 осіб (станом на 31 грудня 2020).

## Адміністративний поділ
Район складається з 2 міст (нім. Städte), 3 торговельних громад (нім. Märkte) та 32 громад (нім. Gemeinden):
| Міста 1. Боген (10085) 2. Гайзельгерінг (6912) Об'єднання громад 1. Айтергофен (громади Айтергофен та Зальхінг) 2. Гундердорф (громади Гундердорф, Нойкірхен та Віндберг) 3. Міттерфельс (торговельна громада Міттерфельс, громади Аша, Фалькенфельс та Газельбах) 4. Райн (громади Агольфінг, Аттінг, Перкам та Райн) 5. Шварцах (торговельна громада Шварцах, громади Маріяпошинг, Нідервінклінг та Перасдорф) 6. Штальванг (громади Лойтцендорф, Раттісцель та Штальванг) 7. Штраскірхен (громади Ірльбах та Штраскірхен) Торговельні громади 1. Маллерсдорф-Пфаффенберг (6932) 2. Міттерфельс (2829) 3. Шварцах (2908) | Громади 1. Агольфінг (1853) 2. Айтергофен (3426) 3. Аттінг (1732) 4. Аша (1660) 5. Візенфельден (3778) 6. Віндберг (1139) 7. Гайбах (2031) 8. Газельбах (1903) 9. Гундердорф (3264) 10. Зальхінг (2715) 11. Занкт-Енгльмар (1899) 12. Ірльбах (1136) 13. Кірхрот (3845) 14. Концель (1812) 15. Лабервайнтінг (3428) 16. Лойтцендорф (624) 17. Ляйбльфінг (4137) 18. Маріяпошинг (1428) 19. Нідервінклінг (2850) 20. Нойкірхен (1751) 21. Обершнайдінг (3203) 22. Паркштеттен (3297) 23. Перасдорф (535) 24. Перкам (1539) 25. Райн (2881) 26. Раттенберг (1708) 27. Раттісцель (1500) 28. Штайнах (3199) 29. Штальванг (1387) 30. Штраскірхен (3295) 31. Фалькенфельс (1047) 32. Фельдкірхен (2077) |

Дані про населення наведені станом на 31 грудня 2020.